# Liste der Orte im Kreis Bihor

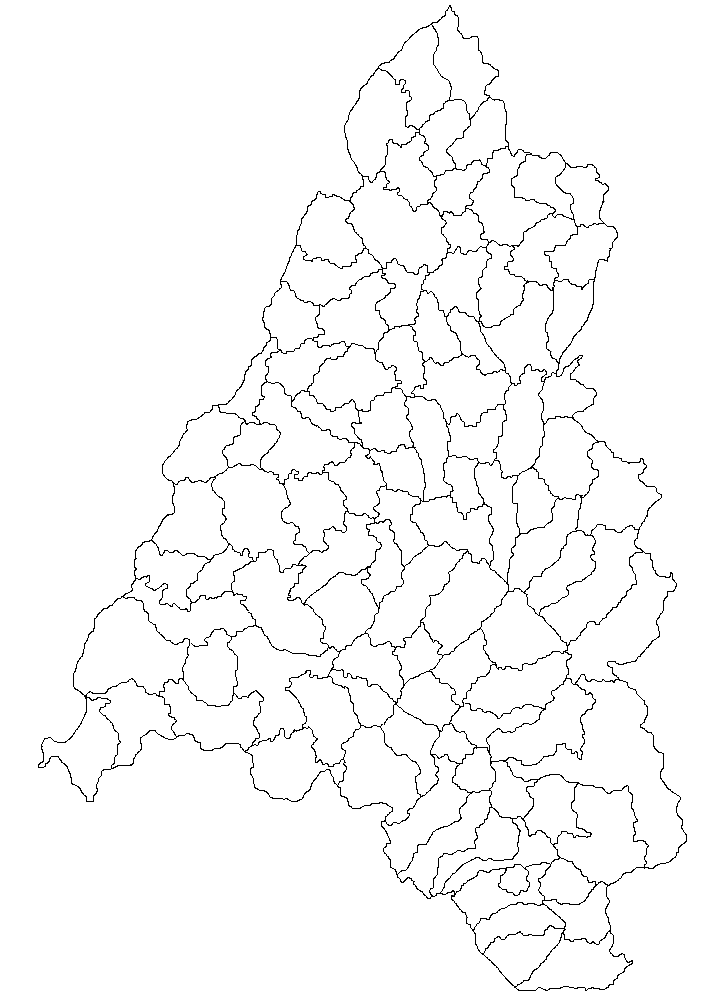
Gemeinden des Kreises Bihor

Der Kreis Bihor in Rumänien besteht aus offiziell 460 Ortschaften. Davon haben 10 den Status einer Stadt, 91 den einer Gemeinde. Die übrigen sind administrativ den Städten und Gemeinden zugeordnet.

## Städte
| - Aleșd - Beiuș - Marghita - Nucet | - Oradea - Salonta - Săcueni | - Ștei - Valea lui Mihai - Vașcău |

## Gemeinden
| - Abram - Abrămuț - Aștileu - Aușeu - Avram Iancu - Balc - Batăr - Biharia - Boianu Mare - Borod - Borș - Bratca - Brusturi - Budureasa - Buduslău - Bulz - Buntești - Căbești - Căpâlna - Câmpani - Cărpinet - Cefa - Ceica - Cetariu - Cherechiu - Chișlaz - Ciumeghiu - Cociuba Mare - Copăcel - Criștioru de Jos - Curățele | - Curtuișeni - Derna - Diosig - Dobrești - Drăgănești - Drăgești - Finiș - Gepiu - Girișu de Criș - Hidișelu de Sus - Holod - Husasău de Tinca - Ineu - Lăzăreni - Lazuri de Beiuș - Lugașu de Jos - Lunca - Mădăras - Măgești - Nojorid - Olcea - Oșorhei - Paleu - Pietroasa - Pocola - Pomezeu - Popești - Răbăgani - Remetea - Rieni - Roșia | - Roșiori - Săcădat - Sălacea - Sălard - Sâmbăta - Sâniob - Sânmartin - Sânnicolau Român - Sântandrei - Sârbi - Șimian - Șinteu - Șoimi - Spinuș - Șuncuiș - Suplacu de Barcău - Tarcea - Tămășeu - Tărcaia - Tăuteu - Țețchea - Tileagd - Tinca - Toboliu - Tulca - Uileacu de Beiuș - Vadu Crișului - Vârciorog - Viișoara |

## A
| - Adoni - Albești - Albiș - Almașu Mare | - Almașu Mic (Balc) - Almașu Mic (Sârbi) - Alparea - Ant | - Apateu - Arpășel - Ateaș |

## B
| - Băile 1 Mai - Băile Felix - Băița - Băița-Plai - Bălaia - Bâlc - Băleni - Bălnaca - Bălnaca-Groși - Baraj Leșu - Beiușele - Belejeni - Belfir | - Berechiu - Betfia - Beznea - Bicăcel - Bicaci - Birtin - Bistra - Bogei - Boiu - Borozel - Borșa - Borumlaca | - Borz - Botean - Brădet - Brătești - Briheni - Brusturi (Finiș) - Bucium - Bucuroaia - Budoi - Burda - Burzuc - Butani |

## C
| - Cacuciu Nou - Cacuciu Vechi - Cadea - Călacea - Călătani - Călățea - Calea Mare - Călugări - Câmp - Câmp-Moți - Câmpani de Pomezeu - Cărăndeni - Cărănzel - Cărăsău - Cauaceu - Căuașd - Ceișoara - Cenaloș - Cetea | - Cheresig - Cheriu - Cheșa - Cheșereu - Cheț - Chijic - Chioag - Chiraleu - Chiribiș - Chișcău - Chișirid - Chistag - Cihei - Ciocaia - Ciuhoi - Ciulești - Ciutelec - Cociuba Mică - Codrișoru - Codru | - Cohani - Colești - Copăceni - Corbești - Corboaia - Cordău - Cornișești - Cornițel - Coșdeni - Cotiglet - Crâncești - Crestur - Cresuia - Criștioru de Sus - Cubulcut - Cucuceni - Cuieșd - Cusuiuș - Cuzap |

## D
| - Damiș - Delani - Dernișoara - Dicănești - Dijir | - Dobricionești - Dolea - Drăgoteni - Dumbrava | - Dumbrăvani - Dumbrăvița - Dumbrăvița de Codru - Dușești |

## F
| - Fânațe - Făncica - Fâșca - Fegernic - Fegernicu Nou | - Felcheriu - Feneriș - Ferice - Fiziș - Foglaș | - Fonău - Forău - Forosig - Fughiu |

## G
| - Gălășeni - Galoșpetreu - Gepiș - Gheghie - Ghenetea - Ghida - Ghighișeni | - Ghiorac - Ginta - Girișu Negru - Giulești - Goila - Grădinari | - Groși - Gruilung - Gurani - Gurbediu - Gurbești (Căbești) - Gurbești (Spinuș) |

## H
| - Haieu - Hârsești - Hăucești - Hidiș - Hidișel - Hidișelu de Jos | - Hinchiriș - Hodiș - Hodișel - Hodoș - Homorog | - Hotar - Hotărel - Husasău de Criș - Huta - Huta Voivozi |

## I
| - Ianca - Ianoșda - Inand | - Incești - Ioaniș - Iteu | - Iteu Nou - Izbuc - Izvoarele |

## J
| - Josani (Căbești) | - Josani (Măgești) |

## L
| - Lacu Sărat - Lazuri - Leheceni - Lelești - Leș | - Livada Beiușului - Livada de Bihor - Loranta - Lorău | - Lugașu de Sus - Luncasprie - Luncșoara - Lupoaia |

## M
| - Măgura - Margine - Marțihaz - Meziad - Mierag | - Mierlău - Miersig - Mihai Bravu - Miheleu | - Mișca - Mizieș - Moțești - Munteni |

## N
| - Nădar | - Nimăiești | - Niuved |

## O
| - Ogești - Olosig | - Ortiteag - Orvișele | - Oșand - Otomani |

## P
| - Pădurea Neagră - Pădureni - Păgaia - Palota - Păntășești - Parhida - Păulești - Păușa - Peștere - Peștiș | - Petid - Petrani - Petreasa - Petreu - Petrileni - Picleu - Pocioveliște - Poclușa de Barcău - Poclușa de Beiuș | - Poiana (Criștioru de Jos) - Poiana (Tăuteu) - Poiana Tășad - Poienii de Jos - Poienii de Sus - Poietari - Ponoară - Poșoloaca - Prisaca |

## R
| - Răcaș - Râpa - Reghea - Remeți | - Rogoz - Rohani - Roit | - Rontău - Rotărești - Rugea |

## S
| - Săbolciu - Saca - Sacalasău - Sacalasău Nou - Săldăbagiu Mic - Săldăbagiu de Barcău - Săldăbagiu de Munte - Săliște - Săliște de Beiuș - Săliște de Pomezeu - Săliște de Vașcău - Sânlazăr - Sânmartin de Beiuș - Sânnicolau de Beiuș - Sânnicolau de Munte - Santăul Mare - Santăul Mic - Sântelec - Sântimreu | - Sântion - Sărand - Sârbești - Sarcău - Sărsig - Satu Barbă - Satu Nou - Șauaieu - Săucani - Săud - Sebiș - Seghiște - Șerani - Șerghiș - Sfârnaș - Sighiștel - Șilindru - Șișterea - Sitani | - Sititelec - Socet - Sohodol - Șoimuș - Șumugiu - Spinuș de Pomezeu - Stâncești - Stracoș - Subpiatră - Sudrigiu - Suiug - Șuncuiuș - Suplacu de Tinca - Surduc - Surducel - Șuștiu - Șușturogi |

## T
| - Talpe - Talpoș - Tămașda - Tărcăița - Târgușor - Tărian - Tășad - Tăut | - Tăutelec - Teleac - Telechiu - Țigăneștii de Beiuș - Țigăneștii de Criș - Tilecuș - Tinăud | - Tomnatic - Topa de Criș - Topa de Jos - Topa de Sus - Topești - Totoreni - Tria |

## U
| - Ucuriș - Uileacu de Criș | - Uileacu de Munte - Ursad | - Urvind - Urviș de Beiuș |

## V
| - Vaida - Vălani de Pomezeu - Vălanii de Beiuș - Vâlcelele - Valea Cerului - Valea Crișului - Valea de Jos - Valea de Sus | - Valea Iadului - Valea Mare de Codru - Valea Mare de Criș - Valea Târnei - Varasău - Vărășeni - Varviz | - Vărzari - Vărzarii de Jos - Vărzarii de Sus - Vășad - Vintere - Voivozi (Popești) - Voivozi (Șimian) |

## Z
| - Zăvoiu | - Zece Hotare |